# Lista över avsnitt av Futurama
Detta är en lista på avsnitt av den tecknade TV-serien Futurama, listade efter ordningen de producerades.

## Översikt
| Säsong                         | Säsong | Produkt             | Avsnitt | Avsnitt         | Sändningsdatum   | Sändningsdatum    | Sändningsdatum | DVD-premiär       | DVD-premiär      | DVD-premiär       |
| Säsong                         | Säsong | Produkt             | Avsnitt | Avsnitt         | Säsongspremiär   | Säsongsavslutning | TV-kanal       | Region 1          | Region 2         | Region 4          |
| ------------------------------ | ------ | ------------------- | ------- | --------------- | ---------------- | ----------------- | -------------- | ----------------- | ---------------- | ----------------- |
|                                | 1      | Futurama, Vol. 1    | 13      | 13              | 28 mars 1999     | 14 november 1999  | Fox            | 25 mars 2003      | 28 januari 2002  | 27 november 2002  |
|                                | 2      | Futurama, Vol. 2    | 19      | 19              | 21 november 1999 | 3 december 2000   | Fox            | 12 augusti 2003   | 11 november 2002 | 13 maj 2003       |
|                                | 3      | Futurama, Vol. 3    | 22      | 22              | 21 januari 2001  | 8 december 2002   | Fox            | 9 mars 2004       | 2 juni 2003      | 24 september 2003 |
|                                | 4      | Futurama, Vol. 4    | 18      | 18              | 10 februari 2002 | 10 augusti 2003   | Fox            | 25 oktober 2005   | 24 november 2003 | 24 november 2003  |
|                                | 5      | Bender's Big Score  | 16      | 4               | 23 mars 2008     | 23 mars 2008      | Comedy Central | 27 november 2007  | 31 mars 2008     | 5 mars 2008       |
| The Beast with a Billion Backs | 5      | 4                   | 16      | 19 oktober 2008 | 19 oktober 2008  | 24 juni 2008      | Comedy Central | 30 juni 2008      | 6 augusti 2008   |                   |
| Bender's Game                  | 5      | 4                   | 16      | 26 april 2009   | 26 april 2009    | 4 november 2008   | Comedy Central | 3 november 2008   | 10 december 2008 |                   |
| Into the Wild Green Yonder     | 5      | 4                   | 16      | 30 augusti 2009 | 30 augusti 2009  | 24 februari 2009  | Comedy Central | 23 februari 2009  | 4 mars 2009      |                   |
|                                | 6      | A: Futurama, Vol. 5 | 26      | 13              | 24 juni 2010     | 21 november 2010  | Comedy Central | 21 december 2010  | 26 december 2011 | 2 november 2011   |
| B: Futurama, Vol. 6            | 6      | 13                  | 26      | 23 juni 2011    | 8 september 2011 | 20 december 2011  | Comedy Central | 24 september 2012 | 21 december 2011 |                   |

## Avsnitt

### Säsong 1: 1999
| Nr i serien | Nr i säsongen | Titel                          | Regissör                      | Manus                          | Sändningsdatum    | Prod. kod | Sändningsordning |
| --- | ------------- | ------------------------------ | ----------------------------- | ------------------------------ | ----------------- | --------- | ---------------- |
| 1 | 1             | "Space Pilot 3000"             | Rich Moore & Gregg Vanzo      | David X. Cohen & Matt Groening | 28 mars 1999      | 1ACV01    | S01E01           |
| Sex sekunder in på året 2000 råkar pizzabudet Philip J. Fry i New York frysa ner sig, och han tinas upp ett tusen år senare, den 31 december 2999. Efter upptiningen förs han till enögda Turanga Leela som fastställer vad personer har för öden och vilka yrken de passar till. Gästskådespelare: Dick Clark, Leonard Nimoy och Pamela Anderson. |               |                                |                               |                                |                   |           |                  |
| 2 | 2             | "The Series Has Landed"        | Peter Avanzino                | Ken Keeler                     | 4 april 1999      | 1ACV02    | S01E02           |
| Efter en kort betänketid bestämmer professor Farnsworth att av besättningen bestående av Fry, Bender och Leela är det bäst att Leela blir kapten för företagets rymdskepp. Bender hittar också dit och förför en av robotdöttrarna, och Fry, Leela och Bender tvingas fly från den överbeskyddande lantbrukaren. |               |                                |                               |                                |                   |           |                  |
| 3 | 3             | "I, Roommate"                  | Bret Haaland                  | Eric Horsted                   | 6 april 1999      | 1ACV03    | S01E03           |
| När det viktigaste för Fry, TV:n, förhindras att fungera av Benders antenns störande signaler, tvingas Bender flytta tillbaka till sin gamla lägenhet. Bender hade helt enkelt använt resten av lägenheten bara som garderob och hela tiden glömt nämna för Fry att han haft resten också. Trivia: Titeln "I, Roomate" är troligtvis tagen från Isaac Asimovs bok I, Robot, på svenska "Jag, robot". |               |                                |                               |                                |                   |           |                  |
| 4 | 4             | "Love's Labours Lost in Space" | Brian Sheesley                | Brian Kelley                   | 13 april 1999     | 1ACV04    | S01E04           |
| Den belåtna Zapp släpper Planet Express besättning fria ur fångenskapen och låter dem åka vidare till planeten Vergon 6 där de hämtar alla underliga djur de behöver. När Fry, Bender, och Leela återvänder med det sista djuret de skulle hämta upptäcker de att Nibbler slukat samtliga de andra varelserna. Trivia: Titeln är tagen dels från William Shakespeares pjäs Love's Labour's Lost (svensk titel ”Kärt besvär förgäves”), dels från TV-serien och filmen Lost in Space. |               |                                |                               |                                |                   |           |                  |
| 5 | 5             | "Fear of a Bot Planet"         | Peter Avanzino & Carlos Baeza | Heather Lombard & Evan Gore    | 20 april 1999     | 1ACV05    | S01E05           |
| Under blernsball-matchen bråkade Bender och de andra om robotars rättigheter, och som robot tilldelas Bender uppgiften att utföra den faktiska överlämningen av paketet när de kommer fram. Efter ett tag mottar dock Fry och Leela ett brådskande meddelande från Bender om att han blivit tillfångatagen av robotarna för att han var människosympatisör, och Fry och Leela bestämmer sig för att klä ut sig som robotar och infiltrera robotsamhället och frita honom. Besättningen flyr under tiden och när det upptäcks jagas de av ett stort antal robotar. Trivia: Titeln kommer från musikgruppen Public Enemys album Fear of a Black Planet.                                                                  |               |                                |                               |                                |                   |           |                  |
| 6 | 6             | "A Fishful of Dollars"         | Ron Hughart & Gregg Vanzo     | Patric M. Verrone              | 27 april 1999     | 1ACV06    | S01E06           |
| Fry köper med hjälp av sin nyfunna rikedom massvis av artefakter från 1900-talet, bland annat den sista kända burken innehållande den numera utdöda fiskarten ansjovis, i fullt ätbart skick. Den allmänt älskvärda och berömda industrialisten Mom, ägaren av Mom's Old-Fashioned Robot Oil, vill åt burken ansjovis av helt andra skäl än Fry som planerar att äta upp innehållet. Fry lägger upp ansjovisen på pizzabitar och delar med sig till de andra på Planet Express. Trivia: Titeln kommer från musikgruppen Public Enemys album Fear of a Black Planet. Gästskådespelare: Pamela Anderson. |               |                                |                               |                                |                   |           |                  |
| 7 | 7             | "My Three Suns"                | Jeffrey Lynch & Kevin O'Brien | J. Stewart Burns               | 4 maj 1999        | 1ACV07    | S01E07           |
| Beväpnade vakter som består av någon sorts blå vätska rusar in i rummet och upptäcker att Fry har druckit flaskans innehåll som egentligen var deras kejsare. När Fry vägrar lyssna på hennes varning återvänder Leela till skeppet och lovar att aldrig mer hjälpa honom vilket inte gör Fry något. Vid kröningen reciterar Fry den kejserliga eden med hjälp av noter han skrivit på armen och svärs in som Fry den Faste. Bender kallar på Leela och när hon anlänt börjar hon klå upp Fry för att få honom att börja gråta ut kejsaren. När kejsaren säkert gråtits ut ur Fry tillåts de lämna planeten. Trivia: Titeln kommer från den amerikanska TV-serien My Three Sons som visades mellan åren 1960 och 1972. |               |                                |                               |                                |                   |           |                  |
| 8 | 8             | "A Big Piece of Garbage"       | Susie Dietter                 | Lewis Morton                   | 11 maj 1999       | 1ACV08    | S01E08           |
| Fry börjar använda anordningen och luktar på diverse föremål i rymden, som planeter, men upptäcker snart det mest illaluktande föremålet i hela universum, ett föremål så illaluktande att det inte går att mäta hur illaluktande det är med hjälp av uppfinningen. Leela upptäcker att föremålet snabbt rör på sig och professorn beräknar föremålets omloppsbana, varpå han kungör att föremålet är på kollisionskurs med staden de är i, New New York, och kommer att träffa inom 72 timmar. Gästskådepelare: Ron Popeil. |               |                                |                               |                                |                   |           |                  |
| 9 | 9             | "Hell Is Other Robots"         | Rich Moore                    | Eric Kaplan                    | 18 maj 1999       | 1ACV09    | S01E09           |
| När Bender börjar irritera de andra i besättningen med sin nya religion, bestämmer sig Fry och Leela för att försöka återintroducera Bender med hans gamla livsstil. När Bender öppnar dörren fylls rummet med ett orangefärgat sken och en högaffel räcks in och slår Bender medvetslös. I robothelvetet upplyser robotdjävulen Bender att han gick med på bestraffning om han skulle synda som medlem av Robotology. Ett musikaliskt stycke börjar vari robotdjävulen i detalj räknar upp Benders bestraffning. När sången är slut anländer Fry och Leela och börjar förhandla för att Bender ska släppas. Gästskådepelare: Mike Diamond, Adam Horovitz och Dan Castellaneta.                                        |               |                                |                               |                                |                   |           |                  |
| 10 | 10            | "A Flight to Remember"         | Peter Avanzino                | Eric Horsted                   | 26 september 1999 | 1ACV10    | S02E01           |
| Besättningen på Planet Express reser iväg på en företagsresa med rymdkryssaren Titanic. Zapp Brannigan styr senare skeppet farligt nära ett svart hål. Gästskådepelare: Dawnn Lewis. |               |                                |                               |                                |                   |           |                  |
| 11 | 11            | "Mars University"              | Bret Haaland                  | J. Stewart Burns               | 3 oktober 1999    | 1ACV11    | S02E02           |
| Fry börjar på college i syfte att kunna hoppa av. Gästskådepelare: David Herman. |               |                                |                               |                                |                   |           |                  |
| 12 | 12            | "When Aliens Attack"           | Brian Sheesley                | Ken Keeler                     | 7 november 1999   | 1ACV12    | S02E03           |
| Omicronianerna invaderar Jorden, och kräver att få se det sista avsnittet av TV showen Single Female Lawyer från 1999. Planet Express besättning måste nu återskapa avsnittet för att lugna ner de invaderande utomjordingarna. |               |                                |                               |                                |                   |           |                  |
| 13 | 13            | "Fry and the Slurm Factory"    | Ron Hughart                   | Lewis Morton                   | 14 november 2000  | 1ACV13    | S02E04           |
| När Fry deltar i en gratisresa till Slurmfabriken råkar han och hans vänner komma bort från resten av gruppen. Senare avslöjar de en hemsk hemlighet rörande den hemliga tillsatsen som gör att man blir beroende av drycken Slurm. Gästskådespelare: Pamela Anderson. |               |                                |                               |                                |                   |           |                  |

### Säsong 2: 1999-2000
| Nr i serien | Nr i säsongen | Titel                                      | Regissör                  | Manus | Sändningsdatum   | Prod. kod | Sändningsordning |
| --- | ------------- | ------------------------------------------ | ------------------------- | --- | ---------------- | --------- | ---------------- |
| 14 | 1             | "I Second That Emotion"                    | Mark Ervin                | Patric M. Verrone                                                                                           | 21 november 1999 | 2ACV01    | S02E05           |
| Professor Farnsworth installerar ett känslochip i Bender efter att denna robot spolat ner Nibbler i toaletten. Med sina nyfunna känslor beger sig en orolig Bender ner till de mutantbefästa kloakerna för att rädda Leelas älskade husdjur. Trivia: Titeln kommer från en låt med samma namn av Smokey Robinson. |               |                                            |                           | |                  |           |                  |
| 15 | 2             | "Brannigan, Begin Again"                   | Jeffrey Lynch             | Lewis Morton                                                                                                | 28 november 1999 | 2ACV02    | S02E06           |
| Efter att ha förstört det nya högkvarteret DOOP, ställs Zapp Brannigan och Kif inför krigsrätt och tvingas lämna sina poster. De tar senare jobb vid Planet Express, där Kif lär sig hur det känns att få respekt, medan Zapp inleder ett myteri mot Leela. |               |                                            |                           | |                  |           |                  |
| 16 | 3             | "A Head in the Polls"                      | Bret Haaland              | J. Stewart Burns                                                                                            | 12 december 1999 | 2ACV03    | S02E07           |
| När titanpriserna skjuter i höjden pantar Bender sin titanrika kropp och lever det fina livet som enbart ett huvud. Men när Richard M. Nixons huvud använder Benders kropp för att ställa upp i valet till Jordens president, vill Bender till varje pris få tillbaka sin rättmätiga ägodel. Gästskådespelare: Claudia Schiffer. |               |                                            |                           | |                  |           |                  |
| 17 | 4             | "Xmas Story"                               | Peter Avanzino            | David X. Cohen                                                                                              | 19 december 1999 | 2ACV04    | S02E08           |
| För att gottgöra ett sårande påpekande, söker Fry efter den perfekta julklappen till Leela. Samtidigt försöker han undvika den ondsinte roboten SantaBot, då dess standard för snällhet är astronomiskt höga. Gästskådespelare: John Goodman och Conan O'Brien. |               |                                            |                           | |                  |           |                  |
| 18 | 5             | "Why Must I Be a Crustacean in Love?"      | Brian Sheesley            | Eric Kaplan                                                                                                 | 6 februari 2000  | 2ACV05    | S02E09           |
| När Dr. Zoidberg löper amok under den Decapodianska parningssäsongen, försöker Fry lära honom hur man hittar en partner. Det blir ett bakslag när Zoidbergs efterlängtade faller för Fry istället, vilket gör Zoidberg rasande och han kräver att få strida mot Fry i en kamp på liv och död. |               |                                            |                           | |                  |           |                  |
| 19 | 6             | "The Lesser of Two Evils"                  | Chris Sauve               | Eric Horsted                                                                                                | 20 februari 2000 | 2ACV06    | S02E11           |
| Fry misstänker Benders nye kompis, (en robot av samma typ som Bender) vid namn Flexo, för att vara rent ondskefull. När en värdefull atom av jumbonium försvinner, börjar Fry misstänka Flexo, men kan i slutändan inte skilja de båda robotarna åt. |               |                                            |                           | |                  |           |                  |
| 20 | 7             | "Put Your Head on My Shoulder"             | Chris Louden              | Ken Keeler                                                                                                  | 13 februari 2000 | 2ACV07    | S02E10           |
| Frys korta relation med Amy tvingas förlängas på grund av en bilolycka som resulterar i att Frys huvud sytts fast på Amys axel. Samtidigt tjänar Bender storkovan på Alla hjärtans dag genom att starta en datingtjänst. Trivia: Titeln kommer från en låt med samma namn av Paul Anka. |               |                                            |                           | |                  |           |                  |
| 21 | 8             | "Raging Bender"                            | Ron Hughart               | Lewis Morton                                                                                                | 27 februari 2000 | 2ACV08    | S02E12           |
| Bender blir, efter ett litet bråk vid en biograf, huvudattraktionen för brottningstävlingen Ultimate Robot Fighting League. Men hans ära och berömmelse blir kortlivad då han tvingas förlora nästa match i ligan. Leela väljer att hjälpa Bender att gå segrande ur tävlingen, i hopp om att sätta dit sin före detta självförsvarslärare. Trivia: Titeln är tagen ifrån den amerikanska filmen Tjuren från Bronx från 1980, på engelska Raging Bull. Gästskådespelare: Rich Little och George Foreman. |               |                                            |                           | |                  |           |                  |
| 22 | 9             | "A Bicyclops Built for Two"                | Susan Dietter             | Eric Kaplan                                                                                                 | 19 mars 2000     | 2ACV09    | S02E13           |
| Leela möter Alkazar, som påstår sig vara den ende kvarlevande cyklopen i universum, efter Leela. Men när Alkazar bjuder in Leela till sin hemplanet och behandlar henne som en slav, börjar Fry misstänka att det är något som inte stämmer. Trivia: Karaktären Alkazar verkar vara baserad på karaktären "Al Bundy" i TV-serien Våra värsta år. Titeln kommer från Daisy Bell (Bicycle Built for Two) av Harry Dacre.                                                                                   |               |                                            |                           | |                  |           |                  |
| 23 | 10            | "A Clone of My Own"                        | Rich Moore                | Patric M. Verrone                                                                                           | 9 april 2000     | 2ACV10    | S02E15           |
| Professor Farnsworth avslöjar att han har en klon, Cubert Farnsworth, som han planerar att ska ta över hans forskning när han dör. Men Cubert vill inte ta del av Farnsworths livsstil, vilket får professorn gå in i en för tidig pension vid robotkomplexet "Near-Death Star". |               |                                            |                           | |                  |           |                  |
| 24 | 11            | "How Hermes Requisitioned His Groove Back" | Mark Ervin                | Bill Odenkirk                                                                                               | 2 april 2000     | 2ACV11    | S02E14           |
| När Hermes tar avstressande semester, blir vikarierande byråkrat Morgan Proctor förblindat förtjust i Fry. Efter att tagits på sängen hotar Bender att avslöja deras affär, men Morgan avlägsnar Benders minne och gömmer den i byråkraternas högkvarter Central Bureaucracy. Trivia: Titeln kommer från den amerikanska filmen How Stella Got Her Groove Back från 1998. Gästskådespelare: Nora Dunn.                                                                                                   |               |                                            |                           | |                  |           |                  |
| 25 | 12            | "The Deep South"                           | Bret Haaland              | J. Stewart Burns                                                                                            | 16 april 2000    | 2ACV12    | S02E16           |
| Vid en fisketur över havet drar en kolossal vattenvarelse Planet Express-skeppet till havsbottnen. Där nere förälskar sig Fry i en sjöjungfru vid namn Umbriel, och upptäcker tillsammans med resten av besättningen den sjunkna staden Atlanta. Gästskådespelare: Donovan och Parker Posey. |               |                                            |                           | |                  |           |                  |
| 26 | 13            | "Bender Gets Made"                         | Peter Avanzino            | Eric Horsted                                                                                                | 30 april 2000    | 2ACV13    | S02E17           |
| Bender tar ett nytt jobb hos Robotmaffian, men hans lojalitet måste testas när han följer med gangstergänget och försöker råna Planet Express-skeppet. |               |                                            |                           | |                  |           |                  |
| 27 | 14            | "Mother's Day"                             | Brian Sheesley            | Lewis Morton                                                                                                | 14 maj 2000      | 2ACV14    | S02E19           |
| Mom omprogrammerar världens robotar till att göra uppror mot mänskligheten. Det enda hoppet för räddning är Moms gamla flamma - Professor Farnsworth, som måste återskapa sin romans med henne för att kunna rädda mänskligheten. |               |                                            |                           | |                  |           |                  |
| 28 | 15            | "The Problem with Popplers"                | Chris Sauve & Gregg Vanzo | Patric M. Verrone & Darin Henry                                                                             | 7 maj 2000       | 2ACV15    | S02E18           |
| Besättningen upptäcker en oemotståndlig matkälla på en avlägsen planet, och tar med sig den till Jorden där den säljs hos restaurangkedjan Fishy Joe's. Men när det kommer fram att de så kallade "Popplers" egentligen är Omicronianbäbisar, kräver Omicronianerna att kompenseras för sin förlust. |               |                                            |                           | |                  |           |                  |
| 29 | 16            | "Anthology of Interest I"                  | Chris Louden & Rich Moore | Eric Rogers (Terror at 500 Feet) Ken Keeler (Dial L for Leela) David X. Cohen (The Un-Freeze of a Lifetime) | 21 maj 2000      | 2ACV16    | S02E20           |
| Professors "Tänk om"-maskin simulerar Benders, Leelas och Frys önskningar. Bender upptäcker hur det är att vara 500 fot lång, medan Leela upptäcker hur det skulle vara att vara mer impulsiv, och Fry upptäcker hur hans liv skulle ha varit om han aldrig kom till framtiden. Gästskådespelare: Al Gore, Stephen Hawking, Nichelle Nichols och Gary Gygax. |               |                                            |                           | |                  |           |                  |
| 30 | 17            | "War Is the H-Word"                        | Ron Hughart               | Eric Horsted                                                                                                | 26 november 2000 | 2ACV17    | S03E02           |
| Efter att ha gått med i den jordiska armén, för att få militärrabatt i närbutiken, skickas Fry och Bender i krig mot en planet full av bolliknande varelser. I hemlighet går Leela med i militären för att hålla koll på sina vänner. Gästskådespelare: Todd Susman. |               |                                            |                           | |                  |           |                  |
| 31 | 18            | "The Honking"                              | Susie Dietter             | Ken Keeler                                                                                                  | 5 november 2000  | 2ACV18    | S03E01           |
| Under en vistelse på sin farbror Vladimirs herrgård, blir Bender påkörd av en Varulvsbil och smittas av dess förbannelse. Det enda sättet att stoppa Benders dödliga förvandlingar är att förgöra originalvarulvsbilen, det dödliga Projekt Satan. |               |                                            |                           | |                  |           |                  |
| 32 | 19            | "The Cryonic Woman"                        | Mark Ervin                | J. Stewart Burns                                                                                            | 3 december 2000  | 2ACV19    | S03E03           |
| Fry, Leela och Bender förlorar sina jobb vid Planet Express, och måste söka nya jobb. På grund av en förväxling av deras karriärchips, blir Fry rådgivare hos "Applied Cryogenics", där han möter en bekant infrusen kvinna - nämligen Michelle, hans flickvän från 1900-talet. Gästskådespelare: Sarah Silverman och Pauly Shore. |               |                                            |                           | |                  |           |                  |

### Säsong 3: 2001-2002
| Nr i serien | Nr i säsongen | Titel                            | Regissör             | Manus | Sändningsdatum   | Prod. kod | Sändningsordning |
| --- | ------------- | -------------------------------- | -------------------- | --- | ---------------- | --------- | ---------------- |
| 33 | 1             | "Amazon Women in the Mood"       | Brian Sheesley       | Lewis Morton                                                                                               | 4 februari 2001  | 3ACV01    | S03E05           |
| En dubbeldate för Kif, Amy, Zapp, och Leela slutar i en katastrof när deras rymdskeppsrestaurang kraschar på planeten Amazonia. De storväxta och kvinnliga invånarna tar sina manliga fångar till den allvetande Femputern. Hon dömer sedan Fry, Zapp, och Kif till döden genom "snu-snu". Gästskådespelare: Beatrice Arthur.                                                                           |               |                                  |                      | |                  |           |                  |
| 34 | 2             | "Parasites Lost"                 | Peter Avanzino       | Eric Kaplan                                                                                                | 21 januari 2001  | 3ACV02    | S03E04           |
| När Fry blir infekterad av parasitiska maskar som gör honom både smartare och starkare, upptäcker han äntligen det perfekta sättet avslöja sina känslor för Leela. Samtidigt beger sig resten av besättningen ut på en Fantastic Voyage-aktig resa in i Frys kropp för att förgöra maskarna. |               |                                  |                      | |                  |           |                  |
| 35 | 3             | "A Tale of Two Santas"           | Ron Hughart          | Bill Odenkirk                                                                                              | 23 december 2001 | 3ACV03    | S04E02           |
| Efter ett uppdrag till Robot Santas koloni på Neptunus blir den ondsinte roboten fängslad i det frusna havet, vilket resulterar i att Bender tar över som tomte. Han lovar att återigen upprätta fred och välvilja till Xmas-helgen. Men när Bender misstas för den riktiga Robot Santa, blir han arresterad och döms till döden. Gästskådespelare: Coolio.                                             |               |                                  |                      | |                  |           |                  |
| 36 | 4             | "The Luck of the Fryrish"        | Chris Louden         | Ron Weiner                                                                                                 | 11 mars 2001     | 3ACV04    | S03E10           |
| Efter en serie av otur, beger sig Fry ner till de förfallna ruinerna av det gamla New York för att hitta sin gamla lycko-sjuklöver från sin barndom. Det enda han får reda på är att hans bror Yancy Fry inte bara stal klövern, utan även hans identitet. Fry beger sig iväg för att gräva upp sin brors kropp, men upptäcker istället den skrämmande sanningen om Yancy. Gästskådespelare: Tom Kenny. |               |                                  |                      | |                  |           |                  |
| 37 | 5             | "The Birdbot of Ice-Catraz"      | James Purdum         | Dan Vebber                                                                                                 | 4 mars 2001      | 3ACV05    | S03E09           |
| En nykter Bender kraschar en tank med mörk materia på Pluto, som hotar det närliggande pingvinreservatet. Leela hjälper till med saneringen, men när pingvinerna börjar föröka sig och växer i antal, måste drastiska åtgärder tas till för att minska antalet. Gästskådespelare: Phil Hendrie. |               |                                  |                      | |                  |           |                  |
| 38 | 6             | "Bendless Love"                  | Swinton O. Scott III | Eric Horsted                                                                                               | 11 februari 2001 | 3ACV06    | S03E06           |
| Benders vilja att böja saker tvingas professor Farnsworth att skicka honom på en rehabiliteringsvisit vid en stålfabrik, där han förälskar sig i en kvinnlig robot vid namn Angleyne. Men relationen hotas av hans gamle rival Flexo och Robotmaffian som försöker sätta käppar i hjulet för honom. Gästskådespelare: Jan Hooks.                                                                        |               |                                  |                      | |                  |           |                  |
| 39 | 7             | "The Day the Earth Stood Stupid" | Mark Ervin           | Jeff Westbrook                                                                                             | 18 februari 2001 | 3ACV07    | S03E07           |
| Jorden invaderas av superintelligenta flygande hjärnor, som suger ut invånarnas intelligens. Under all uppståndelse förs Leela till Nibblers hemplanet Eternia, där Nibblonierna förklarar att endast en människa är immun mot hjärnornas krafter, nämligen Fry. |               |                                  |                      | |                  |           |                  |
| 40 | 8             | "That's Lobstertainment!"        | Bret Haaland         | Patric M. Verrone                                                                                          | 25 februari 2001 | 3ACV08    | S03E08           |
| Dr. Zoidberg återförenas med sin farbror, stumhologramsstjärnan Harold Zoid, och bestämmer sig för att göra en film tillsammans. De anlitar den temperamentsfulle Calculon för att spela huvudrollen, efter att ha fått en Oscar för sina prestationer, men filmen lyckas inte så bra som de hoppats på. Gästskådespelare: Hank Azaria.                                                                 |               |                                  |                      | |                  |           |                  |
| 41 | 9             | "The Cyber House Rules"          | Susie Dietter        | Lewis Morton                                                                                               | 1 april 2001     | 3ACV09    | S03E11           |
| Leela träffar sin gamle lekkamrat från barnhemmet Adlai Atkins, som nu är en plastikkirurg, som erbjuder Leela en operation som kommer att ge henne två ögon. Samtidigt adopterar Bender tolv föräldralösa barn för att få $1200 från staten. Gästskådespelare: Tom Kenny. |               |                                  |                      | |                  |           |                  |
| 42 | 10            | "Where the Buggalo Roam"         | Pat Shinagawa        | J. Stewart Burns                                                                                           | 3 mars 2002      | 3ACV10    | S04E06           |
| När Amys föräldrars ranch träffas av en sandstorm som blåser bort hela deras hjord av buggalos, ger sig Kif ut för att bevisa sin manlighet genom att föra tillbaka hjorden. |               |                                  |                      | |                  |           |                  |
| 43 | 11            | "Insane in the Mainframe"        | Peter Avanzino       | Bill Odenkirk                                                                                              | 8 april 2001     | 3ACV11    | S03E12           |
| Efter att ha blivit anklagade för att ha rånat en bank, döms Fry och Bender till att vara psykiskt sjuka och förs därmed till ett mentalsjukhus. Medan Bender och hans kompis Roberto planerar att rymma, blir Fry hjärntvättad till att tro att han är en robot. |               |                                  |                      | |                  |           |                  |
| 44 | 12            | "The Route of All Evil"          | Brian Sheesley       | Dan Vebber                                                                                                 | 8 december 2002  | 3ACV12    | S05E03           |
| Farnsworths klon Cubert går ihop med Hermes son Dwight för att lansera en budfirma för att leverera tidningar. Farnsworth och Hermes hånar deras försök, tills ungdomarna tjänat tillräckligt med pengar att köpa upp Planet Express. Samtidigt använder sig Fry och Leela av Bender för att brygga sitt hembryggda öl.                                                                                 |               |                                  |                      | |                  |           |                  |
| 45 | 13            | "Bendin' in the Wind"            | Ron Hughart          | Eric Horsted                                                                                               | 22 april 2001    | 3ACV13    | S03E13           |
| 46 | 14            | "Time Keeps On Slippin'"         | Chris Louden         | Ken Keeler                                                                                                 | 6 maj 2001       | 3ACV14    | S03E14           |
| 47 | 15            | "I Dated a Robot"                | James Purdum         | Eric Kaplan                                                                                                | 13 maj 2001      | 3ACV15    | S03E15           |
| 48 | 16            | "A Leela of Her Own"             | Swinton O. Scott III | Patric M. Verrone                                                                                          | 7 april 2002     | 3ACV16    | S04E10           |
| 49 | 17            | "A Pharaoh to Remember"          | Mark Ervin           | Ron Weiner                                                                                                 | 10 mars 2002     | 3ACV17    | S04E07           |
| 50 | 18            | "Anthology of Interest II"       | Bret Haaland         | Lewis Morton (I, Meatbag) David X. Cohen (Raiders of the Lost Arcade) Jason Gorbett & Scott Kirby (Wizzin) | 6 januari 2002   | 3ACV18    | S04E03           |
| 51 | 19            | "Roswell That Ends Well"         | Rich Moore           | J. Stewart Burns                                                                                           | 9 december 2001  | 3ACV19    | S04E01           |
| 52 | 20            | "Godfellas"                      | Susie Dietter        | Ken Keeler                                                                                                 | 17 mars 2002     | 3ACV20    | S04E08           |
| 53 | 21            | "Future Stock"                   | Brian Sheesley       | Aaron Ehasz                                                                                                | 31 mars 2002     | 3ACV21    | S04E09           |
| 54 | 22            | "The 30% Iron Chef"              | Ron Hughart          | Jeff Westbrook                                                                                             | 14 april 2002    | 3ACV22    | S04E11           |

### Säsong 4: 2002-2003
| Nr i serien | Nr i säsongen | Titel                                   | Regissör             | Manus             | Sändningsdatum   | Prod. kod | Sändningsordning |
| ----------- | ------------- | --------------------------------------- | -------------------- | ----------------- | ---------------- | --------- | ---------------- |
| 55          | 1             | "Kif Gets Knocked Up a Notch"           | Wes Archer           | Bill Odenkirk     | 12 januari 2003  | 4ACV01    | S05E05           |
| 56          | 2             | "Leela's Homeworld"                     | Mark Ervin           | Kristin Gore      | 17 februari 2002 | 4ACV02    | S04E05           |
| 57          | 3             | "Love and Rocket"                       | Brian Sheesley       | Dan Vebber        | 10 februari 2002 | 4ACV03    | S04E04           |
| 58          | 4             | "Less Than Hero"                        | Susie Dietter        | Ron Weiner        | 2 mars 2003      | 4ACV04    | S05E06           |
| 59          | 5             | "A Taste of Freedom"                    | James Purdum         | Eric Horsted      | 22 december 2002 | 4ACV05    | S05E04           |
| 60          | 6             | "Bender Should Not Be Allowed on TV"    | Ron Hughart          | Lewis Morton      | 3 augusti 2003   | 4ACV06    | S05E15           |
| 61          | 7             | "Jurassic Bark"                         | Swinton O. Scott III | Eric Kaplan       | 17 november 2002 | 4ACV07    | S05E02           |
| 62          | 8             | "Crimes of the Hot"                     | Peter Avanzino       | Aaron Ehasz       | 10 november 2002 | 4ACV08    | S05E01           |
| 63          | 9             | "Teenage Mutant Leela's Hurdles"        | Bret Haaland         | Jeff Westbrook    | 30 mars 2003     | 4ACV09    | S05E07           |
| 64          | 10            | "The Why of Fry"                        | Wes Archer           | David X. Cohen    | 6 april 2003     | 4ACV10    | S05E08           |
| 65          | 11            | "Where No Fan Has Gone Before"          | Pat Shinagawa        | David A. Goodman  | 21 april 2003    | 4ACV11    | S04E12           |
| 66          | 12            | "The Sting"                             | Brian Sheesley       | Patric M. Verrone | 1 juni 2003      | 4ACV12    | S05E09           |
| 67          | 13            | "Bend Her"                              | James Purdum         | Michael Rowe      | 20 juli 2003     | 4ACV13    | S05E13           |
| 68          | 14            | "Obsoletely Fabulous"                   | Dwayne Carey-Hill    | Dan Vebber        | 27 juli 2003     | 4ACV14    | S05E14           |
| 69          | 15            | "The Farnsworth Parabox"                | Ron Hughart          | Bill Odenkirk     | 8 juni 2003      | 4ACV15    | S05E10           |
| 70          | 16            | "Three Hundred Big Boys"                | Swinton O. Scott III | Eric Kaplan       | 15 juni 2003     | 4ACV16    | S05E11           |
| 71          | 17            | "Spanish Fry"                           | Peter Avanzino       | Ron Weiner        | 13 juli 2003     | 4ACV17    | S05E12           |
| 72          | 18            | "The Devil's Hands Are Idle Playthings" | Bret Haaland         | Ken Keeler        | 10 augusti 2003  | 4ACV18    | S05E16           |

### Säsong 5: 2008-2009
| Nr i serien | Nr i säsongen | Titel                            | Regissör          | Manus                         | Sändningsdatum  | Prod. kod                | Sändningsordning            |
| --- | ------------- | -------------------------------- | ----------------- | ----------------------------- | --------------- | ------------------------ | --------------------------- |
| 73747576 | 1234          | "Bender's Big Score"             | Dwayne Carey-Hill | Ken Keeler & David X. Cohen   | 23 mars 2008    | 5ACV015ACV025ACV035ACV04 | S06E01-S06E04 S00E01-S00E04 |
| Planet Express övertas av tre utomjordiska nudistskojare, vilka upptäcker hemligheten bakom tidsresor, som mystiskt nog är tatuerat på Frys bak. Med Bender under sin kontroll, skickas han till det förflutna för att stjäla historiens mest värdefulla föremål i syfte att ta kontroll över hela planeten. |               |                                  |                   |                               |                 |                          |                             |
| 77787980 | 5678          | "The Beast with a Billion Backs" | Peter Avanzino    | Eric Kaplan & David X. Cohen  | 19 oktober 2008 | 5ACV055ACV065ACV075ACV08 | S06E05-S06E08 S00E05-S00E08 |
| En tentakelutomjording i planetstorlek, från ett annat universum, tar sig genom en spricka i tiden och tar kontroll över Fry, och gör honom till påve över en ny religion. Denna religion utövas av alla på Jorden, som påverkas att lämna planeten och låta all världens robotar att befolka den.           |               |                                  |                   |                               |                 |                          |                             |
| 81828384 | 9101112       | "Bender's Game"                  | Dwayne Carey-Hill | Eric Horsted & David X. Cohen | 26 april 2009   | 5ACV095ACV105ACV115ACV12 | S06E09-S06E12 S00E09-S00E12 |
| 85868788 | 13141516      | "Into the Wild Green Yonder"     | Peter Avanzino    | Ken Keeler & David X. Cohen   | 30 augusti 2009 | 5ACV135ACV145ACV155ACV16 | S06E13-S06E16 S00E13-S00E16 |

### Säsong 6: 2010-2011
| Del 1 |    |                                    |                          |                                 |                  |        |        |
| 89    | 1  | "Rebirth"                          | Frank Marino             | David X. Cohen & Matt Groening  | 24 juni 2010     | 6ACV01 | S07E01 |
| 90    | 2  | "In-A-Gadda-Da-Leela"              | Dwayne Carey-Hill        | Carolyn Premish & Matt Groening | 24 juni 2010     | 6ACV02 | S07E02 |
| 91    | 3  | "Attack of the Killer App"         | Stephen Sandoval         | Patric M. Verrone               | 1 juli 2010      | 6ACV03 | S07E03 |
| 92    | 4  | "Proposition Infinity"             | Crystal Chesney-Thompson | Michael Rowe                    | 8 juli 2010      | 6ACV04 | S07E04 |
| 93    | 5  | "The Duh-Vinci Code"               | Raymie Muzquiz           | Maiya Williams                  | 15 juli 2010     | 6ACV05 | S07E05 |
| 94    | 6  | "Lethal Inspection"                | Ray Claffey              | Eric Horsted                    | 22 juli 2010     | 6ACV06 | S07E06 |
| 95    | 7  | "The Late Philip J. Fry"           | Peter Avanzino           | Lewis Morton                    | 29 juli 2010     | 6ACV07 | S07E07 |
| 96    | 8  | "That Darn Katz!"                  | Frank Marino             | Josh Weinstein                  | 5 augusti 2010   | 6ACV08 | S07E08 |
| 97    | 9  | "A Clockwork Origin"               | Dwayne Carey-Hill        | Dan Vebber                      | 12 augusti 2010  | 6ACV09 | S07E09 |
| 98    | 10 | "The Prisoner of Benda"            | Stephen Sandoval         | Ken Keeler                      | 19 augusti 2010  | 6ACV10 | S07E10 |
| 99    | 11 | "Lrrreconcilable Ndndifferences"   | Crystal Chesney-Thompson | Patric M. Verrone               | 26 augusti 2010  | 6ACV11 | S07E11 |
| 100   | 12 | "The Mutants Are Revolting"        | Raymie Muzquiz           | Eric Horsted                    | 2 september 2010 | 6ACV12 | S07E12 |
| 101   | 13 | "The Futurama Holiday Spectacular" | Ray Claffey              | Michael Rowe                    | 21 november 2010 | 6ACV13 | S07E13 |
| Del 2 |    |                                    |                          |                                 |                  |        |        |
| 102   | 14 | "The Silence of the Clamps"        | Frank Marino             | Eric Rogers                     | 14 juli 2011     | 6ACV14 | S08E05 |
| 103   | 15 | "Möbius Dick"                      | Dwayne Carey-Hill        | Dan Vebber                      | 4 augusti 2011   | 6ACV15 | S08E08 |
| 104   | 16 | "Law and Oracle"                   | Stephen Sandoval         | Josh Weinstein                  | 7 juli 2011      | 6ACV16 | S08E04 |
| 105   | 17 | "Benderama"                        | Crystal Chesney-Thompson | Aaron Ehasz                     | 23 juni 2011     | 6ACV17 | S08E02 |
| 106   | 18 | "The Tip of the Zoidberg"          | Raymie Muzquiz           | Ken Keeler                      | 18 augusti 2011  | 6ACV18 | S08E10 |
| 107   | 19 | "Ghost in the Machines"            | Ray Claffey              | Patric M. Verrone               | 30 juni 2011     | 6ACV19 | S08E03 |
| 108   | 20 | "Neutopia"                         | Edmund Fong              | J. Stewart Burns                | 23 juni 2011     | 6ACV20 | S08E01 |
| 109   | 21 | "Yo Leela Leela"                   | Frank Marino             | Eric Horsted                    | 21 juli 2011     | 6ACV21 | S08E06 |
| 110   | 22 | "Fry Am the Egg Man"               | Dwayne Carey-Hill        | Michael Rowe                    | 11 augusti 2011  | 6ACV22 | S08E09 |
| 111   | 23 | "All the Presidents' Heads"        | Stephen Sandoval         | Josh Weinstein                  | 28 juli 2011     | 6ACV23 | S08E07 |
| 112   | 24 | "Cold Warriors"                    | Crystal Chesney-Thompson | Dan Vebber                      | 25 augusti 2011  | 6ACV24 | S08E11 |
| 113   | 25 | "Overclockwise"                    | Raymie Muzquiz           | Ken Keeler                      | 1 september 2011 | 6ACV25 | S08E12 |
| 114   | 26 | "Reincarnation"                    | Peter Avanzino           | Aaron Ehasz                     | 8 september 2011 | 6ACV13 | S08E13 |